# Falck (herb szlachecki)
Falck – polski herb szlachecki o niepewnym rysunku.

## Opis herbu
Na tarczy dzielonej w słup w polu prawym, złotym dwa kosze wiklinowe w pas.
W polu lewym, czerwonym dwa kły połączone toczenicą.
Barwy figur nieznane.
Klejnot: ogon pawi.
Szymański nie jest pewien podziału tarczy herbu.

## Najwcześniejsze wzmianki
Nadany Jana Falcka 29 września 1581]

## Herbowni
Falck.